# Perte de signal
Perte de signal est un centre d'artistes autogéré situé à Montréal ayant pour mandat la création, la recherche et le rayonnement des arts numériques et vidéographiques ainsi que l’innovation artistique liée à la technologie,,.
L'organisme a été fondé à Montréal (Québec, Canada) en 1997.

## Histoire

### Création
En 1997, Robin Dupuis, Julie C. Fortier, Isabelle Hayeur, Rémi Lacoste et Sébastien Pesot fondent Perte de Signal. Finissants de l’École des arts visuels et médiatiques de l’Université du Québec à Montréal, ses fondateurs ont fait partie du comité organisateur et ont participé aux 6e et 7e Événement Interuniversitaire de Création Vidéo (1995 et 1996). Collectif d’artistes émergents à ses débuts, Perte de Signal devient en 2000 un organisme à but non lucratif (OBNL) et compte une vingtaine de membres actifs. Des cinq membres fondateurs, seul Robin Dupuis, directeur artistique et général depuis 2000, fait encore partie du groupe.
La fondation du collectif est concomitante de l’apparition du numérique dans le domaine de l’art vidéo. Grâce à la démocratisation des outils de production en vidéo, à la légèreté du médium et des logiciels de montage sur ordinateur, la réalisation et la postproduction changent radicalement. La structure de Perte de Signal se modèle sur cette légèreté du médium. Cela lui a permis de s'introduire rapidement dans de nombreux réseaux.

### Soutien aux jeunes artistes
Après plus de dix ans d’existence et avec son expérience en distribution, production, commissariat, Perte de Signal ouvre un nouvel espace aux jeunes artistes via des programmes de parrainage et de résidence visant à faciliter la transition entre l’université et la pratique artistique professionnelle[source secondaire nécessaire]. 
Parmi les premiers bénéficiaires de ces programmes figurent des artistes tels que Sofian Audry, Jonathan Villeneuve, Myriam Bessette, Nelly-Ève Rajotte, Alexis Bellavance et Samuel St-Aubin[source secondaire souhaitée].

### Diversification
Perte de signal diversifie ses activités en ajoutant à son mandat de distributeur celui de producteur et de commissaire d’expositions destinées aux galeries et à un public plus large que celui des festivals. Il développe également des projets d’œuvres collectives pour ses membres et investit de nouveaux lieux de diffusion (par exemple, des œuvres en vitrine sur une rue commerciale de Montréal ou dans un bain public désaffecté)

## Expositions
- 2002 : Perte de signal, Galerie EOF, Paris[5]
- 2004 : Incidencias, Centro de la Imagen, Mexico[6]
- 2006 : Cubicules, Galerie d'art d'Ottawa[7]
- 2007 : Projectiles, Centre d'exposition Expression, Saint-Hyacinthe[8]
- 2012 : La Mécanique de l'objet, Centre national d'exposition, Saguenay[9]
- 2012 : Instants fugitifs, Centre d’exposition L’Imagier, Gatineau[10]
- 2012 : Confluence, Galerie Joyce Yahouda, Montréal[11]
- 2012 : Réencodages + Œuf, Musée régional de la Côte-Nord, Sept-Îles[12]
- 2012 : Impermanence, Maison des arts Desjardins, Drummondville[13]
- 2014 : Confluence, Contemporary Istanbul[14]
- 2014 : Ex vivo, Espace occurrence, Montréal[15]
- 2015 : Réencodages, Centre d’exposition Léo-Ayotte, Shawinigan[16]
- 2015 : Object Mechanics, Kunstkraftwerk, Leipzig[17]
- 2017 :  micro silence une orchestration plastique Marseille[18]
- 2018 : Biennale des imaginaires numériques, Aix-en-Provence et Marseille[19]
- 2018 : Re tour cinétique, Trois-Rivières[20]

## Prix et honneurs
- 2009 : Finaliste du Grand Prix du Conseil des arts de Montréal[21]